# Truc de Fortunio
Le truc de Fortunio est un sommet de la Margeride, région naturelle située principalement en Lozère, mais également dans le Cantal et dans la Haute-Loire. Il se situe dans le département de la Lozère, sur la commune de Rieutort-de-Randon, à proximité du truc de Randon et du signal de Randon.

## Géographie

### Flore et paysage
Le truc de Fortunio est un sommet du plateau de Charpal, classé en zone Natura 2000. La flore qui l'entoure est constituée de landes sèches européennes (genêt purgatif), forêts de conifères et pelouses à nard. Tourbières et chaos granitiques complètent le paysage.

### Panorama
La table d'orientation du truc de Fortunio, érigée en 2000 par la communauté des communes de la Terre de Randon, permet d'identifier le parc national des Cévennes avec le mont Lozère et le mont Aigoual, les monts d'Aubrac, les monts du Cantal, les monts Dore, la Margeride avec notamment le roc de Fenestre, le massif du Meygal, le massif du Mézenc ainsi que le lac de Charpal plus bas.

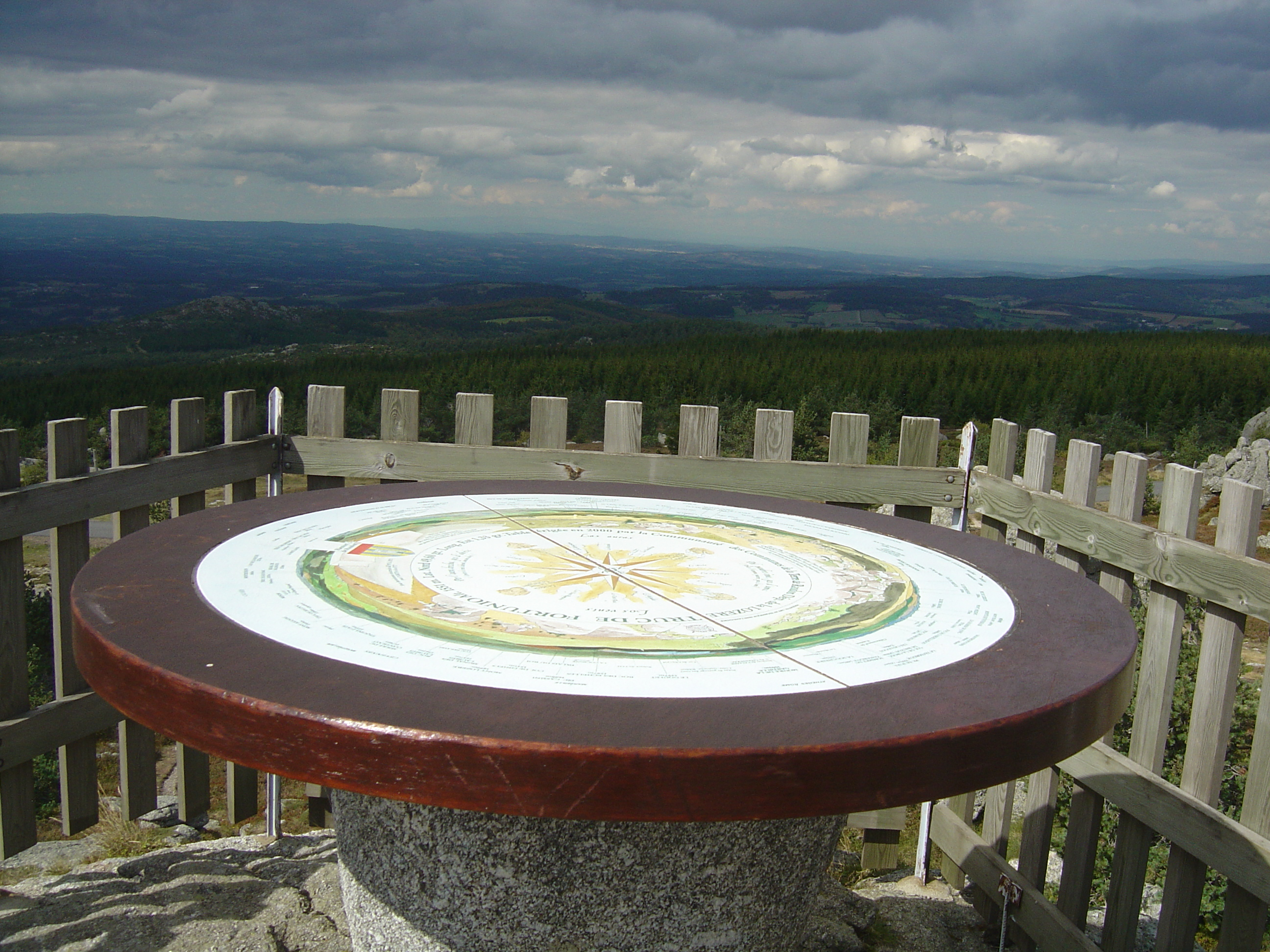
Table d'orientation du truc de Fortunio.
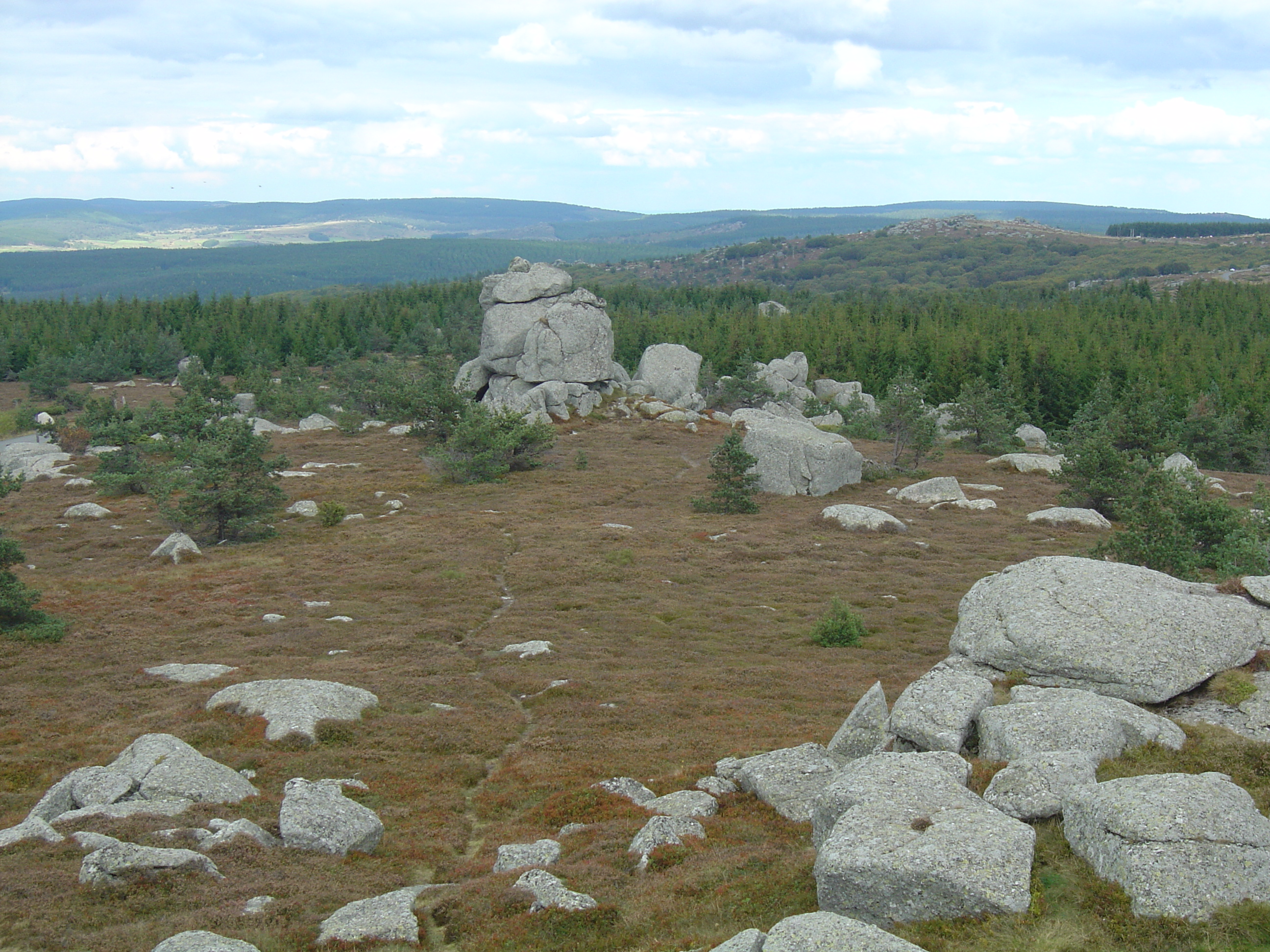
Paysage de landes, chaos granitiques et forêts de conifères.

## Activités

### Télécommunications
Le truc de Fortunio est équipé à son sommet d'antennes relais pour la télévision, les radios du service public et la téléphonie mobile afin de desservir le nord de la Lozère et le sud du Cantal. Ce relais, qui utilise une tour d'une hauteur de 105 mètres, est équipé depuis février 2009 pour émettre la TNT.